# Амітіс Мідійська
Амітіс Мідійська (бл. 540-ті — бл. 520-ті до н. е.; мідійською: *ᴴumati; старогрец.: Αμυτις Амітіс; лат.: Amytis) — ахеменідська цариця, дочка мідійського царя Астіага і дружина Кіра Великого.

## Ім'я
Жіноче ім'я Амітіс є латинізованою формою грецького імені Амітіс (Αμυτις), яке, ймовірно, відображає (зі зміною місць голосних) мідійське і староперське *ᴴumati, що означає «той, що має добру думку». Це ім'я є еквівалентом авестійського терміна humaⁱti.

## Життєпис
Амітіс Мідійська була дочкою мідійського царя Астіага. Її тітка по батькові, Амітіс Вавилонська, була сестрою Астіага і була одружена з царем Навуходоносором II з Вавилонії.
Амітіс була видана заміж за Спітаму, мідійського знатного і потенційного спадкоємця Астіага.
Після повалення Астіага перським царем Кіром, який був його власним онуком через дочку Мандану, а отже, племінником Амітіс, Кір вбив Спітамаса і одружився з Амітіс, щоб легітимізувати своє правління.
Після вбивства Бардія, Амітіс вимагала екстрадиції його вбивці у сина та наступника Кіра, Камбіза II. Коли її вимоги не були виконані, вона наклала на себе руки, випивши отруту.